# Duo Exchange
Duo Exchange ist ein Jazzalbum von Rashied Ali und Frank Lowe. Die im Herbst 1972 im Studio von Marzette Watts in New York City entstandenen Aufnahmen erschienen erstmals 1973 als erstes Album auf Survival Records. 2020 wurden die Aufnahmen in einer erweiterten Form als Doppel-LP und Download wiederveröffentlicht.

## Hintergrund
Der Jazz-Schlagzeuger Rashied Ali ist vor allem für seine Arbeit als einer der bahnbrechenden Kollaborateure von John Coltrane in der Spätphase dessen Karriere bekannt. Nach Coltranes plötzlichem Tod im Jahr 1967 war er durch seine Leitung des Veranstaltungsorts Ali’s Alley ein zentraler Knotenpunkt der New Yorker Loft-Szene, notierte Alex W. Rodríguez. Des Weiteren gründete Ali zusammen mit dem Saxophonisten Frank Lowe das Independent-Label Survival Records, um gemeinsam ihr erstes Album zu veröffentlichen; es wurde im Herbst 1972 aufgenommen und im folgenden Jahr veröffentlicht.
Etwas mehr als ein Jahrzehnt nach Rashid Alis Tod im Jahr 2009 wurde das Survival-Label unter der Ägide der Familie des Schlagzeugers wiederbelebt. Nach dem Ende des Labels im Jahr 2009 und dem Neustart 2019 veröffentlichte es Duo Exchange mit einer Stunde zusätzlichen Materials aus der ursprünglichen Session und einer bisher unbekannten Aufnahme von Alis Live-Auftritt mit einer Ad-hoc-Gruppe im Jahr 1967 neu. Die beiden Neuauflagen – Duo Exchange: Complete Sessions von Ali und Lowe und First Time Out: Live at Slugs 1967 des Rashied Ali Quintet – wurden als limitierte Doppel-LPs sowie digital über Bandcamp veröffentlicht.

## Titelliste

### Original-LP
- Rashied Ali & Frank Lowe: Duo Exchange[2]

1. Duo Exchange Part I (Movement 1) 13:41
2. Duo Exchange Part II (Movement 3) 15:45

### Duo Exchange: Complete Sessions
Side A Exchange Part 1
1. Movement I: master take 13:41
2. Movement II: rehearsal / breakdown 1:12 [prev unissued]
3. Movement II: master take 4:03
4. Movement II: complete alternate take 4:05 [prev unissued]

SIDE B Exchange Part 2
1. Rashied’s instructions 0:34
2. Movement III: master take 15:11
3. discussion with Watts 0:22
4. Movement IV: master take 6:08

SIDE C Bonus Material
1. soundcheck fragments 1:16
2. Movement III: complete alternative take 9:54
3. discussion among Ali, Lowe, Watts 1:03
4. Movement III: complete alternate take 12:16

SIDE D Bonus Material
1. Movement III: warmup fragments & incomplete reh take 6:44
2. Movement III: rehearsal/soundcheck take 3:23
3. Movement V: two soundcheck fragments 1:47
4. Movement V: complete take 7:30
5. Movement I: incomplete take 0:46
6. Movement I: alternative [short] take 3:24

## Rezeption

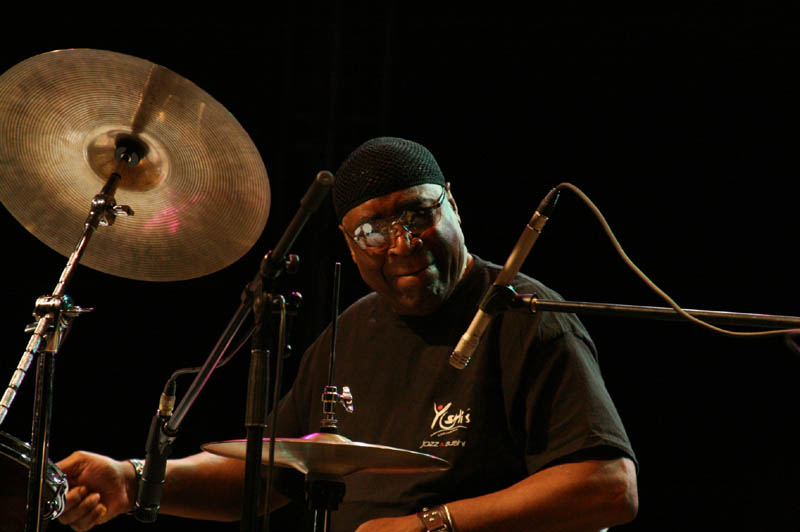
Rashied Ali (2007)

Duo Exchange verwende das ausdrucksstarke Duo-Format aus Schlagzeug und Saxophon, das Ali mit Coltrane verfeinert hatte – aber bevor es mit der Veröffentlichung von Interstellar Space im Jahr 1974 große Anerkennung fand, schrieb Alex W. Rodríguez im Down Beat. Ein Vorteil des kleinen Formats würde darin bestehen, dass die Zuhörer ausreichend Zeit haben, Alis gesamte Bandbreite an Schlagzeugfähigkeiten kennenzulernen – insbesondere während der Soli blühe er als improvisierender Geschichtenerzähler auf. Auch Lowe nutze die Soloräume voll aus und entfessle alles, von Schreien und Heulen bis hin zu Zitaten von Sonny Rollins. Obwohl sich das Album schon lohnen würde, wenn es nur die Soloabschnitte enthalten würde, spielten die beiden bestens zusammen und vermittelten Intimität und Kreativität, während sie die Energie teilen und aus den Ideen des anderen schöpfen würden.
Ali habe an den physischen Grenzen der Musik gearbeitet, wie er einmal gegenüber der JazzTimes sagte: „Sagen wir, wir spielen einen Standard ... wir versuchen, die Melodie auszuschöpfen. Es ist, als würde die Schwerkraft plötzlich nicht mehr funktionieren.“ So sei Duo Exchange eine Studie über die Erschöpfung in den letzten zwei Meilen des New-York-Marathons, der 12. Runde eines Schwergewichtskampfes, schrieb Andy Beta (Pitchfork Media). Es sei intensiv und kathartisch, und vierzig Jahre später gebe es wenig, was seine Härte mindern könnte. Aber es habe auch eine Anmutung der Ehrfurcht: „der Klang zweier Männer, die gegen die Stadt um sie herum kämpfen und auf etwas Neues drängen“.
Interstellar Space habe eine gewisse Strenge und Strenge, aber Duo Exchange höre sich lockerer und dialogorientierter an, schrieb Hank Shteamer im Rolling Stone. In „Teil I“, das von einem kompakten Thema abzweige, jongliere Lowe mit eingängigen melodischen Phrasen und rauem, durchdringendem Gebrüll, und er würde Ali häufig den Weg freimachen, damit er anmutig über sein Instrument stolpern könne. Obwohl der Schlagzeuger größtenteils auf strenge Zeiteinhaltung verzichte, würden seine präzise Arbeit auf der kleinen Trommel und sein rasanter Ride-Becken-Schwung an Bebop-Meister wie Max Roach und Roy Haynes erinnern. Raue, aber lebendige Klänge trügen zum belebenden Reiz der Darbietung bei.